# Ошин
Ошин (грч. Αρχάγγελος, Архангелос) је насељено место у општини Меглен у периферији Средишња Македонија, Грчка. Према попису из 2021. године било је 540 становника.
Према бугарском географу и историчару, Василу Канчову, у Ошину је 1900. године живело 1.500 Мегленских Влаха. Године 1925. иселило се у Румунију 85 породица која су смештене у селима Добруџе. На попису из 1928. године Ошин је имао 786 становника. Македонски историчар Тодор Симовски, 1998. године наводи да је Ошин мегленовлашко насеље.